# Свети рат (песма)
Свети рат (рус. Священная война) је једна од најпознатијих совјетских песама из Другог светског рата. Текст је написао Василиј Лебедев-Кумач 1941. након немачке инвазије на Совјетски Савез. Композитор је Александар Александров, оснивач Хора Црвене армије и композитор Химне Совјетског Савеза.
Настанак песме и прво извођење је обележила велика журба; стихови су објављени 24. јуна 1941, два дана после почетка немачког напада. Александров је одмах написао музику за њих и прво извођење песме се десило 26. јуна на Белоруској железничкој станици.
| -{Священная война Вставай, страна огромная, Вставай на смертный бой С фашистской силой тёмною, С проклятою ордой. Пусть ярость благородная Вскипает, как волна! Идёт война народная, Священная война! Дадим отпор душителям Всех пламенных идей, Насильникам, грабителям, Мучителям людей! Пусть ярость благородная Вскипает, как волна! Идёт война народная, Священная война! Не смеют крылья чёрные Над Родиной летать, Поля её просторные Не смеет враг топтать! Пусть ярость благородная Вскипает, как волна! Идёт война народная, Священная война! Гнилой фашистской нечисти Загоним пулю в лоб, Отребью человечества Сколотим крепкий гроб! Пусть ярость благородная Вскипает, как волна! Идёт война народная, Священная война! }- | Свети рат Устај, огромна земљо, устај на смртни бој са мрачном фашистичком војском, са проклетом хордом. Нека бес племенити прокључа попут таласа! Води се народни рат, свети рат! Пружићемо отпор нападачима свих ватрених идеја насилницима, отимачима мучитељима људи! Нека бес племенити прокључа попут таласа! Води се народни рат, свети рат! Не смеју крила црна над отаџбином летети поља њена пространа не сме непријатељ да гази! Нека бес племенити прокључа попут таласа! Води се народни рат, свети рат! Поквареном фашистичком олошу ћемо сместити метак у чело За душманина човечанства направићемо чврсти гроб! Нека бес племенити прокључа попут таласа! Води се народни рат, свети рат! |